# Dasineura gossypii
Dasineura gossypii är en tvåvingeart som först beskrevs av Ephraim Porter Felt 1916.  Dasineura gossypii ingår i släktet Dasineura och familjen gallmyggor. Inga underarter finns listade i Catalogue of Life.